# Alcis obscura
Alcis obscura är en fjärilsart som beskrevs av Fuchs 1875. Alcis obscura ingår i släktet Alcis och familjen mätare. Inga underarter finns listade i Catalogue of Life.